# Marius Jaccard
Marius Jaccard, född 27 mars 1898 i Genève, död 19 januari 1978 i Pully i Vaud, var en schweizisk ishockeyspelare. Vid de olympiska sommarspelen 1920 i Antwerpen slutade Jaccards lag på en delad femte plats. Vid de olympiska vinterspelen 1924 i Chamonix kom det schweiziska ishockeylaget på en delad sjunde plats.